# José Mauricio Nunes Garcia Junior
José Mauricio Nunes Garcia Junior (Rio de Janeiro, 10 de dezembro de 1808 – Rio de Janeiro, 18 de outubro de 1884) foi um médico brasileiro. Filho de José Maurício Nunes Garcia.
Doutorado pela antiga Academia Médico Cirúrgica em 1831, defendendo a tese “Torção das Artérias”. Foi eleito membro da Academia Nacional de Medicina em 1836, com o número acadêmico 52, na presidência de Joaquim Cândido Soares de Meireles.